# Kompleks bioekologiczny
Kompleks bioekologiczny – leśny kompleks ekologiczny stanowiący zbiór odrębnych ekosystemów, współzależnych od siebie i ze sobą skoordynowanych elementów świata roślin leśnych, świata zwierząt, lokalnego klimatu i gleby, powstałych w wyniku długotrwałego procesu, dynamicznych, sukcesywnych zmian, zacieśniających więzy między jego elementami i rozwijających jego organizację.
Kompleks bioekologiczny może być zróżnicowany przestrzennie na szereg ekosystemów leśnych różnego typu, np. borowych, lasowych, grądowych, jesionowych, olsowych, ale może być również bardziej jednorodny.
Na obszarze kuli ziemskiej, na rozmaitych obszarach leśnych może powstawać i rozwijać się kompleks bioekologiczny przybierając charakter lasu pierwotnego, ale może tworzyć się także pod kontrolą człowieka przybierając charakter lasu zagospodarowanego. Bez względu na sposób powstawania kompleksu bioekologicznego, będzie on przyrodniczą całością, pomimo że stopień jego integracji może być różny. Przy zmianie choćby jednego z jego istotnych składników, cały jego układ ulegnie zmianie. Np. wraz ze zmianą szaty roślinnej, przekształceniom i zmianom ulegnie świat zwierzęcy, a jednocześnie zmianom ulegną również lokalne stosunki klimatyczne, hydrologiczne, glebowe.
Świat roślin w leśnym kompleksie bioekologicznym odznacza się przeważnie dużym zróżnicowaniem, gdzie oprócz drzew w jego skład wchodzą zwykle krzewy, krzewinki, rośliny zielne, mchy, porosty, liczne grzyby.
Świat zwierzęcy poza nielicznymi gatunkami dużych ssaków charakteryzuje się zwykle obecnością małych ssaków, różnych gatunków ptaków, gadów, płazów, licznymi gatunkami owadów i stawonogów. Szczególnie licznie reprezentowany jest świat mikroorganizmów, zwłaszcza glebowych zwanych edafonem.